# Distrito de San José de los Molinos
El distrito de San José de los Molinos es uno de los catorce distritos peruanos  que forman la provincia de Ica en el departamento de Ica, bajo la administración del Gobierno regional de Ica.

## Historia

### El Combate Del muerto
En medio de la invasión la ciudad de Lima estaba invadida por las tropas chilenas, en 1882 fue entonces cuando la población iqueña armados con piedras y palos, convocados por Catalina Buendía de Pecho querían frenar el avance chileno sobre los Molinos y dar tiempo para atacar la ciudad de Ica desde el 
Entonces Planearon una emboscada ala esposa. Hombres y mujeres se atrincheraron en El Cerrillo o más conocido como el cerro El Molino, que era un camino obligado para quien se dirigía a la sierra se armaron de piedras y palos, y Desde allí, atrincherados 12 kilómetros al norte de la ciudad de Ica, esperaban al enemigo, 
Sin embargo, este plan fue saboteado por un chino Chang Joo, quien le informó a los chilenos donde se atrincheraba la resistencia y llevándolos por un camino oculto flanqueando a la guerrilla peruana por la derecha del cerrillo tomaron a las fuerzas peruanas por retaguardia haciendo muy difícil la resistencia la lucha fue feroz. Finalmente, los chilenos dominaron la contienda.
Ante esta situación, Catalina no podía permitir que sus compatriotas fueran víctimas de más atrocidades, concibió una estrategia para diezmar al ejército chileno y en una chicha agregó el jugo del piñón, que consumido en exceso causa la muerte.
Catalina se acercó al general chileno para manifestar la rendición de su pueblo. En señal de paz, le ofreció la tinaja de chicha. Pero el general no estaba convencido e hizo que ella tomara el primer sorbo para evitar sospechas, bebió la chicha envenenada. Éste, al ver que no ocurría nada, procedió junto a su tropa a ingerir la bebida, al darse cuenta de que fue engañado, el general sacó su arma para acabar con la vida de Catalina, sin embargo pereció juntos a los demás del ejército que habían ingerido la bebida.

### Creación del Distrito
El distrito fue creado el 14 de noviembre de 1876, en el gobierno del Presidente Manuel Pardo y Lavalle.

## Geografía
- Ríos: Ica.

## Autoridades

### Municipales
- 2023 - 2026[2]
  - Alcalde: Jorge Daniel Pérez Hernandez.
  - Regidores:

  1. Juan Mere Garcia
  2. Gloria Conislla Valle
  3. Ismael Soto Mozo
  4. Yrma Gomez de Rios
  5. Percy Palomino Vega

Alcaldes anteriores
- 2019 - 2022:[3] Luis Emilio Ramos Mendoza, del Partido  Movimiento Regional Obras por la Modernidad.
- 2014 - 2018: Jorge Daniel Pérez Hernandez Hernandez Janampa.

## Festividades
- San José
- Señor de Luren.